# مملكة سردينيا (1720 - 1861)
مملكة سردينيا هو مصطلح مستخدم للإشارة إلى ولاية سافويارد منذ عام 1720 حتى عام 1861، والتي وحدت جزيرة سردينيا مع الملكيات الواقعة في الداخل البري لآل سافوي. قبل العام 1847، لم يكن سوى الجزء المضبوط فقط من جزيرة سردينيا جزءًا من مملكة سردينيا، في حين أن الملكيات الأخرى الواقعة في قلب البلاد (بشكل رئيسي دوقية سافوي وإمارة بيدمونت ومقاطعة نيس ودوقية جنوى وملكيات أخرى) كانت ملكًا لآل سافوي، وشكلت بذلك نظامًا ملكيًا مركبًا واتحادًا شخصيًا أشير إليه بصورة رسمية ب «ولايات جلالة ملك سردينيا». تغيرت هذه الأوضاع إثر قانون الاندماج المثالي لعام 1847 الذي أقام مملكة وحدوية. نظرًا إلى حقيقة أن بيدمونت كانت مقعد السلطة وجزءًا هامًا من الكيان، يشار إلى الولاية أيضًا بسردينيا بيدمونت أو بيدمونت سردينيا وأحيانًا بصورة خاطئة مملكة بيدمونت. 
قبل أن تصبح ملكية لآل سافوي، كانت مملكة سريدينا العائدة للعصور الوسطى جزءًا من تاج أرغون ومن ثم جزءًا من الإمبراطورية الإسبانية الصاعدة. مع معاهدة لاهاي لعام 1720، تخلى المطالبون بالعرش الإسباني من آل هابسبورغ وآل بوربون عن جزيرة سردينيا ولقبها كمملكة لدوق سافوي فيكتور أماديوس الثاني. ووحدها آل سافوي مع ملكياتهم التاريخية في شبه الجزيرة الإيطالية، وباتت المملكة تعرف تدريجيًا بأنها جزء من ولايات شبه الجزيرة التي ضمت، إلى جانب سافوي وأوستا، ملكيات سلالية مثل إمارة بيدمونت ومقاطعة نيس، التي كان آل سافوي يسيطرون عليهما منذ القرن الثالث عشر وعام 1388 على التوالي.
في ظل حكم آل سافوي، كانت حكومة المملكة والطبقة الحاكمة والنماذج الثقافية ومركز السكان متركزين بالكامل في شبه الجزيرة. كان جزيرة سردينيا على الدوام ذات أهمية ثانوية بالنسبة للملكية. في حين كانت كالياري على الدوام عاصمة جزيرة سردينيا وكرسي نواب ملوكها بحكم القانون، كان كرسي السلطة بحكم الأمر الواقع في مدينة تورينو، عاصمة دوقية سافوي منذ القرن السادس عشر، التابعة لبيدمونت. وستُمنح هذه الأوضاع صفة رسمية من خلال قانون الاندماج المثالي لعام 1847، الوقت الذي تركزت خلاله جميع مؤسسات حكومة المملكة في تورينو.
مع احتلال فرنسا نابليون بونابرت لأراضي شبه الجزيرة التابعة لآل سافوي، وضمها من قبلها في نهاية المطاف، ترأس ملك سردينيا بصورة مؤقتة الجزيرة للمرة الأولى في تاريخ سردينيا في ظل حكم آل سافوي. أعاد مؤتمر فيينا (1814 - 1815)، الذي أعاد رسم خارطة أوروبا بعد هزيمة نابليون، لآل سافوي ملكياتهم في شبه الجزيرة وزاد من مساحتها بإضافة ليغوريا التي أخذت من جمهورية جنوا. وفي أعقاب ضم جنيف إلى سويسرا، انتقلت كاروغ والمناطق المحاذية لها إلى كانتون جنيف السويسري الذي كان قد أسس حديثًا. في عامي 1847 و1848، وبموجب قانون الوحدة الشبيه بقانون الوحدة بين آيرلندا وبريطانيا العظمى، توحدت ولايات آل سافوي العديدة في ظل نظام قانوني واحد وكانت تورينو عاصمتها ووضع لها دستور، ستاتوتو ألبرتينو.
مع اندلاع حرب القرم في عام 1853، كان آل سافوي قد منحوا المملكة سلطة كبيرة. تلا ذلك ضم لومباردي (1859) وولايات إيطاليا الوسطى ومملكة الصقليتين (1860) وفنيتة (1866) والدولة البابوية (1870). في 17 مارس من عام 1861، ومن أجل أن تعكس بدقة أكبر الامتداد الجغرافي والثقافي والسياسي الجديد والخاص بها، غيرت مملكة سردينيا اسمها إلى مملكة إيطاليا، ونُقلت عاصمتها في نهاية المطاف إلى فلورنسا أولًا ومن ثم إلى روما. وبذلك كانت مملكة بيدمونت سردينيا التي كانت تحت قيادة آل سافوي الدولة السلف لمملكة إيطاليا، التي كانت بدورها الدولة السلف لجمهورية إيطاليا يومنا هذا.

## الاصطلاح
كانت مملكة سردينيا اللقب الأعلى بين الأراضي التي كانت ملكًا لآل سافوي، ولذلك استخدم، وما يزال قيد الاستخدام، هذا اللقب في أغلب الأحيان للإشارة إلى كامل ملكياتهم. في الواقع، لم يحكم آل سافوي ولاية وحدوية، بل تجمعًا لكيانات وألقاب مختلفة بخلفيات دستورية وثقافية وقانونية مختلفة. تضمن ذلك على سبيل المثال دوقية سافوي ودوقية أوستا وإمارة بيدمونت ومقاطعة نيس، التي كانت مستقلة عن بعضها ولم تكن قضائيًا جزءًا من مملكة سردينيا، التي لم تكن تضم سوى جزيرة سردينيا. أشار آل سافوي إلى كامل ملكياتهم ب «ولايات ملك سردينيا» (باللغة الإيطالية: «غلي ستاتي ديل ري دي ساردينيا»). يستخدم المؤرخون اليوم مصطلح ولاية سافوي للإشارة إلى الكيان، الذي يقدم مثالًا عن نظام ملكي مركب حيث تتحد العديد من الأراضي المستقلة والمختلفة في اتحاد شخصي من خلال امتلاك حاكم واحد. 
تغيرت الأوضاع من خلال قانون الاندماج المثالي لعام 1847، وهو قانون سنه ملك آل سافوي كارلو ألبيرتو ألغى من خلاله الفروقات الإدارية بين الولايات الداخلية وجزيرة سردينيا، وأنشأ القانون بذلك مملكة وحدوية.

## التاريخ

### التاريخ المبكر لسافوي
خلال القرن الثالث قبل الميلاد، استقر شعب ألوبروغيس الغالي في الإقليم الواقع بين نهر الرون وجبال الألب. كان هذا الإقليم، الذي سمي ألوبريجيا ولاحقًا «ساباوديا» باللغة اللاتينية، جزءًا من الإمبراطورية الرومانية. في القرن الخامس، تخلت الإمبراطورية الرومانية الغربية عن إقليم سافوي لآل بورغوندي وأصبح جزءًا من مملكة بورغوندي.
كانت بيدمونت مأهولة في العصور التاريخية الأولى من قبل قبائل ناطقة باللغة السلتية الليغورية مثل تاوريني وسالاسي. وخضعوا في وقت لاحق للرومان (نحو العام 220 قبل الميلاد) الذين أقاموا عدة مستعمرات هناك، من بينهما أوغوستا تاورينوروم (تورينو) وإيبوريديا (إفريا). بعد سقوط الإمبراطورية الرومانية الغربية، تعرض الإقليم لغزوات عديدة من قبل البورغونديين والقوط (القرن الخامس) والبيزنطيين واللومبارديين (القرن السادس) والفرنجة (773). في تلك الفترة كانت بيدمونت، بصفتها جزءًا من مملكة إيطاليا ضمن الإمبراطورية الرومانية المقدسة، مقسمة إلى عدة مقاطعات وأراض حدودية.
في عام 1046، أضاف أوتو الأول كونت سافوي بيدمونت إلى الجزء الرئيسي من إقليم سافوي، وكانت عاصمته تقع في تشامبيري (في فرنسا اليوم). بقيت مناطق أخرى تتمتع باستقلالها، مثل كوموني أستي وأليساندريا القويين، ومركيز سالوزو ومونتفيرات. رقيت مقاطعة سافوي إلى دوقية في عام 1416، ونقل الدوق إيمانويل فيليبيرت الكرسي إلى تورينو في عام 1563.

### مبادلة سردينيا بصقلية
انتهت الهيمنة الإسبانية على سردينيا في بدايات القرن الثامن عشر نتيجة حرب الخلافة الإسبانية. بموجب معاهدة أوتريخت لعام 1713، كانت إمبراطورية إسبانيا الأوروبية مقسمة: نالت سافوي صقلية وأجزاءًا من دوقية ميلان، في حين نال كارل السادس (الإمبراطور الروماني المقدس والأرشيدوق للنمسا) هولندا الإسبانية ومملكة نابولي وسردينيا والجزء الأكبر من دوقية ميلان.
خلال حرب التحالف الرباعي، توجب على فيكتور أماديوس الثاني، دوق سافوي وأمير بيدمونت (والذي بات عندئذ ملك صقلية أيضًا)، التخلي عن صقلية لآل هابسبورغ النمساويين والحصول على سردينيا في المقابل. أقرت المبادلة بصورة رسمية في معاهدة لاهاي في 17 من شهر فبراير من عام 1720. ونظرًا إلى أن مملكة سردينيا كانت قد وجدت منذ القرن الرابع عشر، أتاحت المبادلة لفيكتور أماديوس أن يحتفظ بلقب ملك على الرغم من خسارته لصقلية.
في البداية قاوم فيكتور أماديوس الثاني المبادلة، واستمر حتى العام 1723 بإطلاق على نفسه لقب ملك صقلية بدلًا من ملك سردينيا. اتخذت الولاية لقب مملكة سردينيا وقبرص والقدس الرسمي مع مواصلة آل سافوي مطالبتهم بعرشي قبرص والقدس، على الرغم من أن كليهما كان خاضعًا لمدة طويلة للحكم العثماني.
بين عامي 1767 و1769، ضم كارل إيمانويل الثالث أرخبيل مادالينا في مضيق بونافيفاسيو من جمهورية جنوا واعتبرها جزءًا من كورسيكا. ومنذ تلك الآونة بات الأرخبيل جزءًا من إقليم سردينيا.

### الحروب النابليونيةذ
في عام 1792، انضمت مملكة سردينيا وولايات أخرى من تاج سافوي إلى التحالف الأول ضد الجمهورية الفرنسية الأولى، إلا أنها تعرضت لهزيمة في عام 1796 من قبل نابليون وأرغمت على إبرام معاهدة باريس (1796) التي كانت تصب في غير مصلحتها، الأمر الذي منح الجيش الفرنسي ممرًا حرًا عبر بيدمونت. في 6 من شهر ديسمبر من عام 1798، احتل بارثيليمي كاثرين جوبيرت تورينو وأرغم كارل إيمانويل الرابع ملك سردينيا على التنازل عن عرشه ومغادرة جزيرة سردينيا. صوتت الحكومة المؤقتة لمصلحة توحيد بيدمونت مع فرنسا. وفي عام 1799 احتل الروس النمساويون المدينة لمدة قصيرة، إلا أن الفرنسيين استعادوا السيطرة عليها بعد معركة مارينغو (1800). بقيت جزيرة سردينيا، بعد هزيمة جيوش الحملة الفرنسية على سردينيا دون مساعدة من الجيش الملكي، خارج سيطرة الفرنسيين حتى نهاية الحرب.